# Question Mark
Question Mark – polski zespół grający muzykę jazz-rock i rock.
Grupa została założona w 1978 roku, w Bydgoszczy. Związana była z Miejskim Domem Kultury nr 2. W roku 1982 zespół zawiesił swoją działalność by w 2002 ją wznowić w oryginalnym składzie: Bogusław Raatz  (gitary), Jacek Dołęga (gitara basowa), Marek Matuszewski (perkusja).
W okresie po reaktywacji zespół współpracował i koncertował między innymi z Andrzejem Przybielskim (SBB, NIEMEN, Kurylewicz), Robertem Bielakiem, Michaelem Ogorodovem (Gong), Jarosławem Pijarowskim, Józefem Skrzekiem (SBB), Timem Sanfordem oraz Stevenem Kindlerem (Mahavishnu Orchestra, Jan Hammer, Jeff Beck, Kitarō). Od sierpnia 2013 roku do końca 2014 roku z zespołem grał altowiolista Waldemar Knade. Zespół współpracował z Polskim Radiem PiK w Bydgoszczy.

## Dyskografia
- Question Mark (2004)
- Music and more (2004) koncertowa
- Eljazz (2004) koncertowa
- Kuźnia-live (2005) koncertowa
- Electric eye (2006)
- W Polskim Radiu PiK(2009) koncertowa
- Laboratory(2010) z A. Przybielskim i R. Bielakiem
- La Terra Rossa(2013) z R. Bielakiem, Michaelem Ogorodovem, Timem Sanfordem, Jarosławem Pijarowskim
- Exsessions (2018) z R. Bielakiem

## Skład
- Bogusław Raatz – gitary
- Jacek Dołęga – gitara basowa
- Marek Matuszewski – perkusja